# Lena Internacional
Lena Internacional este un grup de companii din Portugalia, cu activități în construcții, imobiliare, energie, mediu și auto.
Lena Construções, divizia de construcții a grupului Lena, a devenit în anul 2006 una din primele cinci companii de construcții din Portugalia, odată cu preluarea companiei portugheze de construcții Abrantina, unul din principalii competitori.
În anul 2006, Lena Construções a avut o cifră de afaceri de 250 milioane euro.

## Lena în România
Lena Construções este prezentă în România începând cu 2004, odată cu preluarea companiei locale Eurometal.
Număr de angajați în 2007: 250
Cifra de afaceri în 2006: 35 milioane euro